# 라샤펠뒤샤틀라르
라샤펠뒤샤틀라르 (La Chapelle-du-Châtelard)는 프랑스 오베르뉴론알프 앵주의 코뮌이다.

## 지리
라샤펠뒤샤틀라르는 동브 지역에 속해 있는 코뮌이다. 북쪽으로는 로망, 동쪽으로는 생조르주쉬르르농, 서쪽으로는 상드랑, 남쪽으로는 불리뇌와 빌라르르동브, 마를리외와 경계를 접한다.

## 역사
라샤펠뒤샤틀라르가 문헌상에 처음으로 언급된 것은 11세기로 거슬러 올라간다.

## 인구
| 연도 | 인구 | ±%     |
| ---- | ---- | ------ |
| 2006 | 276  | —      |
| 2007 | 310  | +12.3% |
| 2008 | 309  | −0.3%  |
| 2009 | 325  | +5.2%  |
| 2010 | 341  | +4.9%  |
| 2011 | 357  | +4.7%  |
| 2012 | 363  | +1.7%  |
| 2013 | 375  | +3.3%  |
| 2014 | 379  | +1.1%  |
| 2015 | 383  | +1.1%  |
| 2016 | 387  | +1.0%  |

## 명소
- 노트르담드보몽 교회 - 1979년 1월 22일에 프랑스 사적지로 지정.
- 샤틀라르 성 - 1200년경 리옹 대주교의 영지 내에 투아르빌라르 가문의 윔베르를 위해 지어진 성으로 지금은 고급 호텔로 개조되어 있다.

## 같이 보기
- 앵 주의 코뮌 목록